# ترتيب المحافظات الصينية حسب الناتج المحلي الإجمالي
هذه هي قائمة المباشرة التي تسيطر عليها البلديات والمدن الرئيسية في المحافظات (في الصين) من الناتج المحلي الإجمالي (الناتج المحلي الإجمالي).

## منهجية

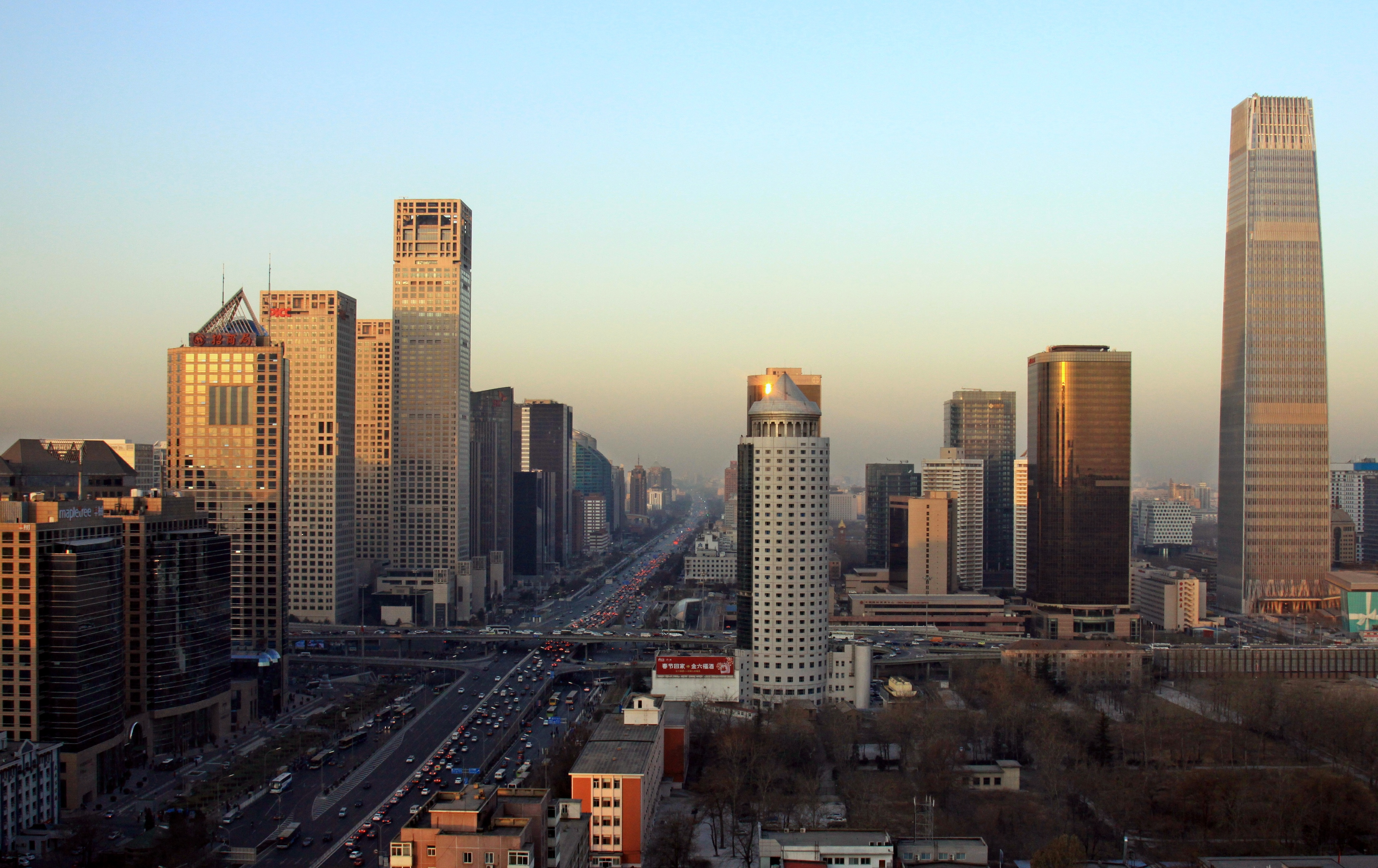
بكين هي ثاني أغنى مدينة صينية من حيث الناتج المحلي الإجمالي

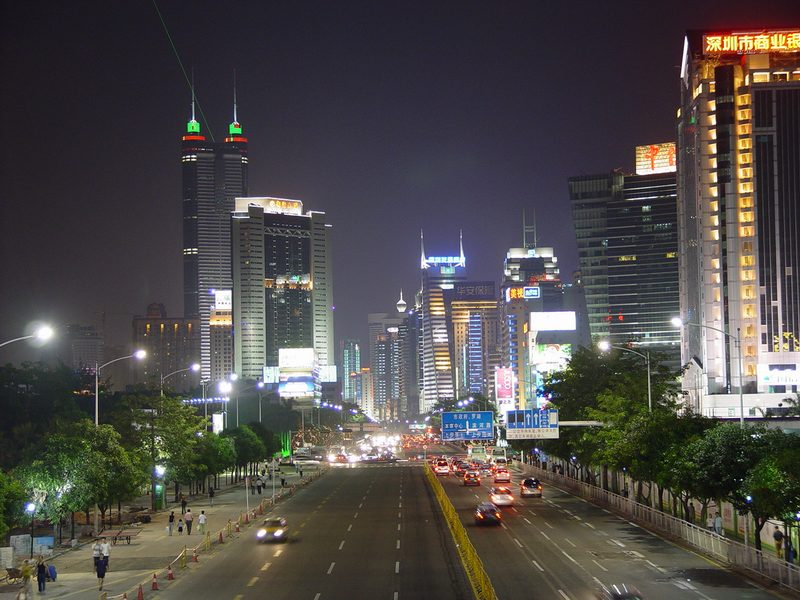
شنجن في مقاطعة قوانغدونغ، هي ثالث أغنى مدينة صينية

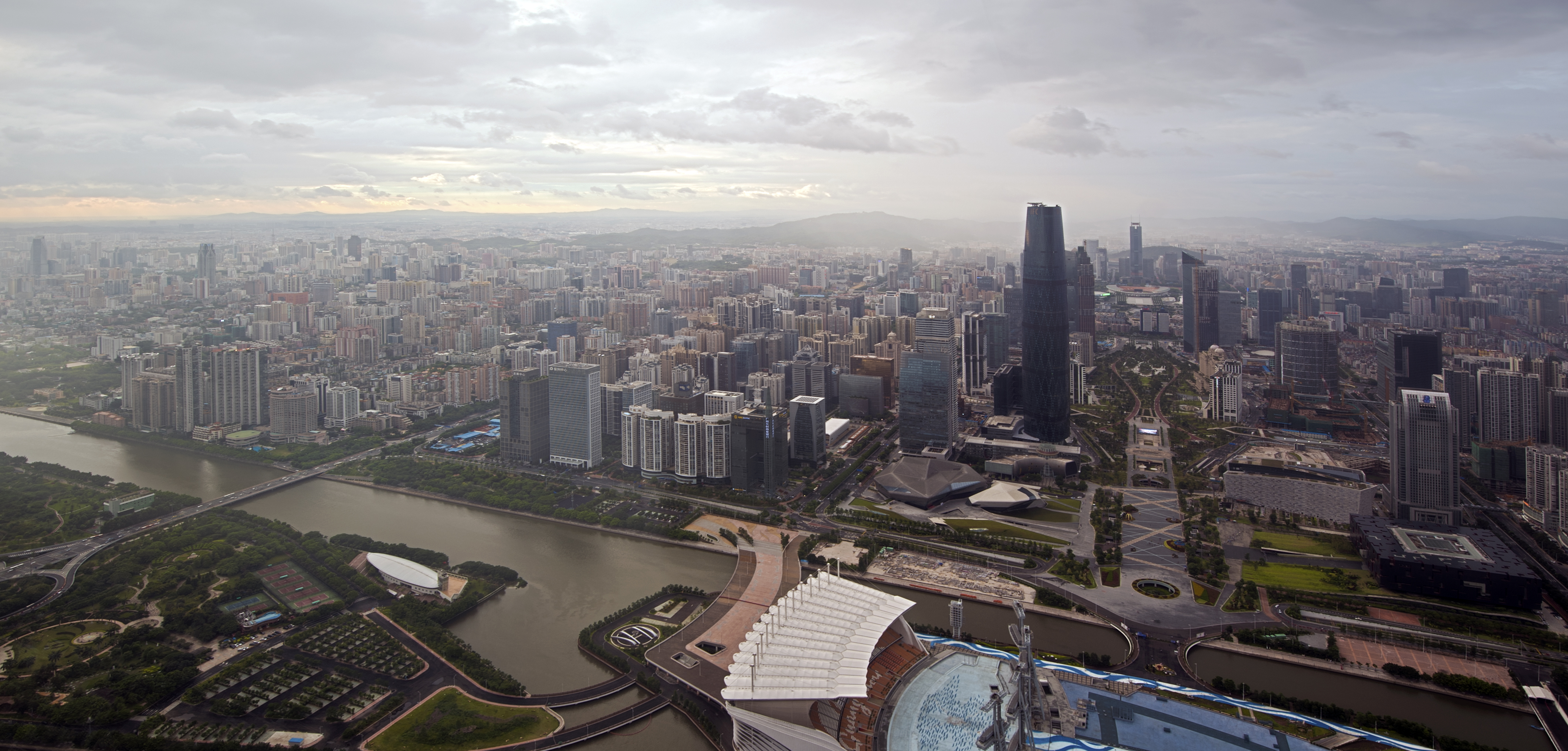
غوانزوفي مقاطعة قوانغدونغ هي رابع أكبر مدينة في الصين من الناحية الاقتصادية

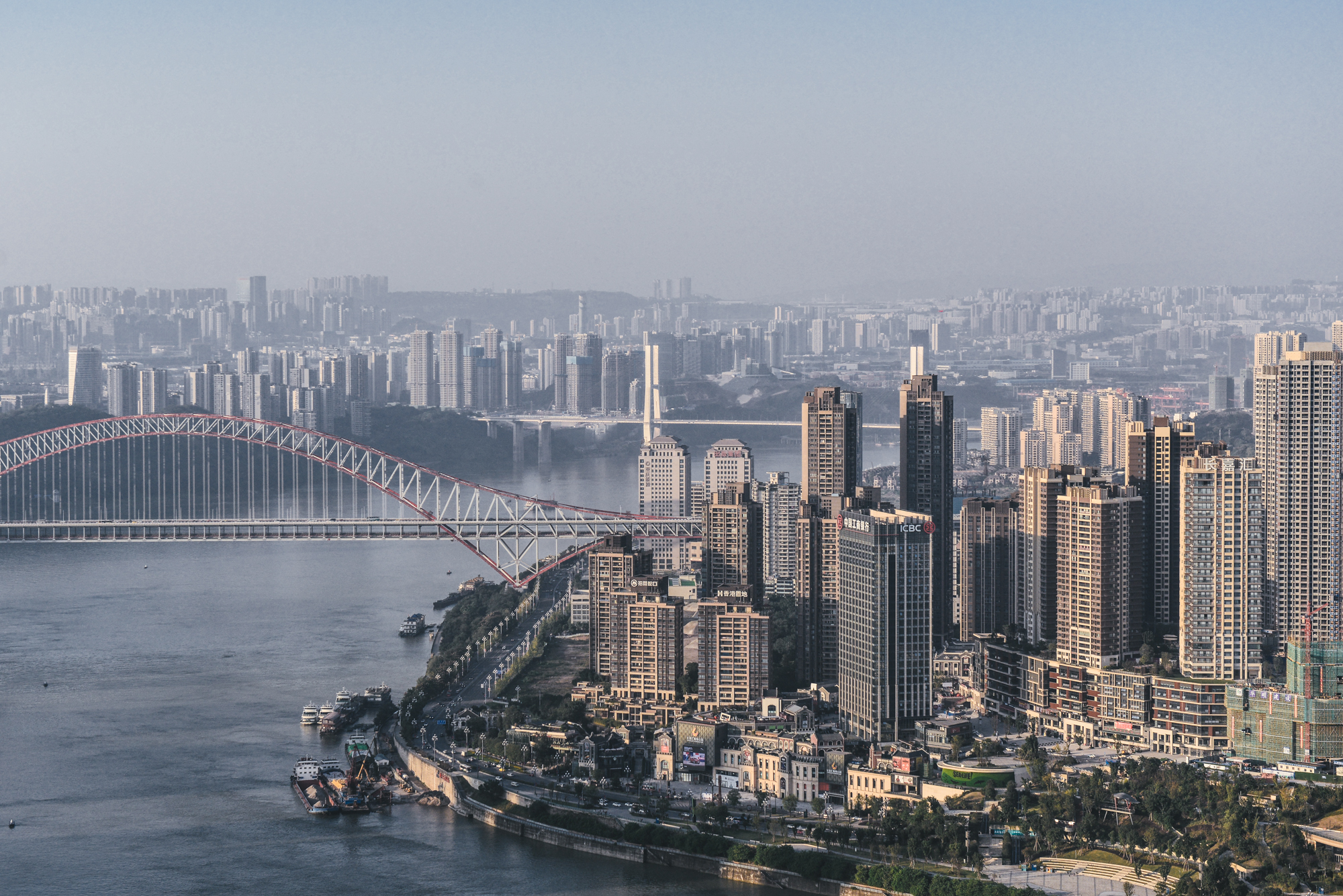
تشونغتشينغ هي خامس مدينة صينية من حيث الناتج المحلي الإجمالي

تظهر هنا أرقام الناتج المحلي الإجمالي المنشورة في الكتب السنوية الإحصائية على مستوى المقاطعات أو البيانات الإحصائية الرسمية.

تستند جميع أرقام الناتج المحلي الإجمالي إلى العملة الوطنية اليوان الصيني (الرمز: CN ¥). من أجل سهولة المقارنة سهلة حول المبلغ إلى دولار أمريكي وفقًا لمتوسط أسعار الصرف السنوية الرسمية، تعادل القوة الشرائية (PPP) وفقًا لأرقام تقرير آفاق الاقتصاد العالمي في صندوق النقد الدولي.

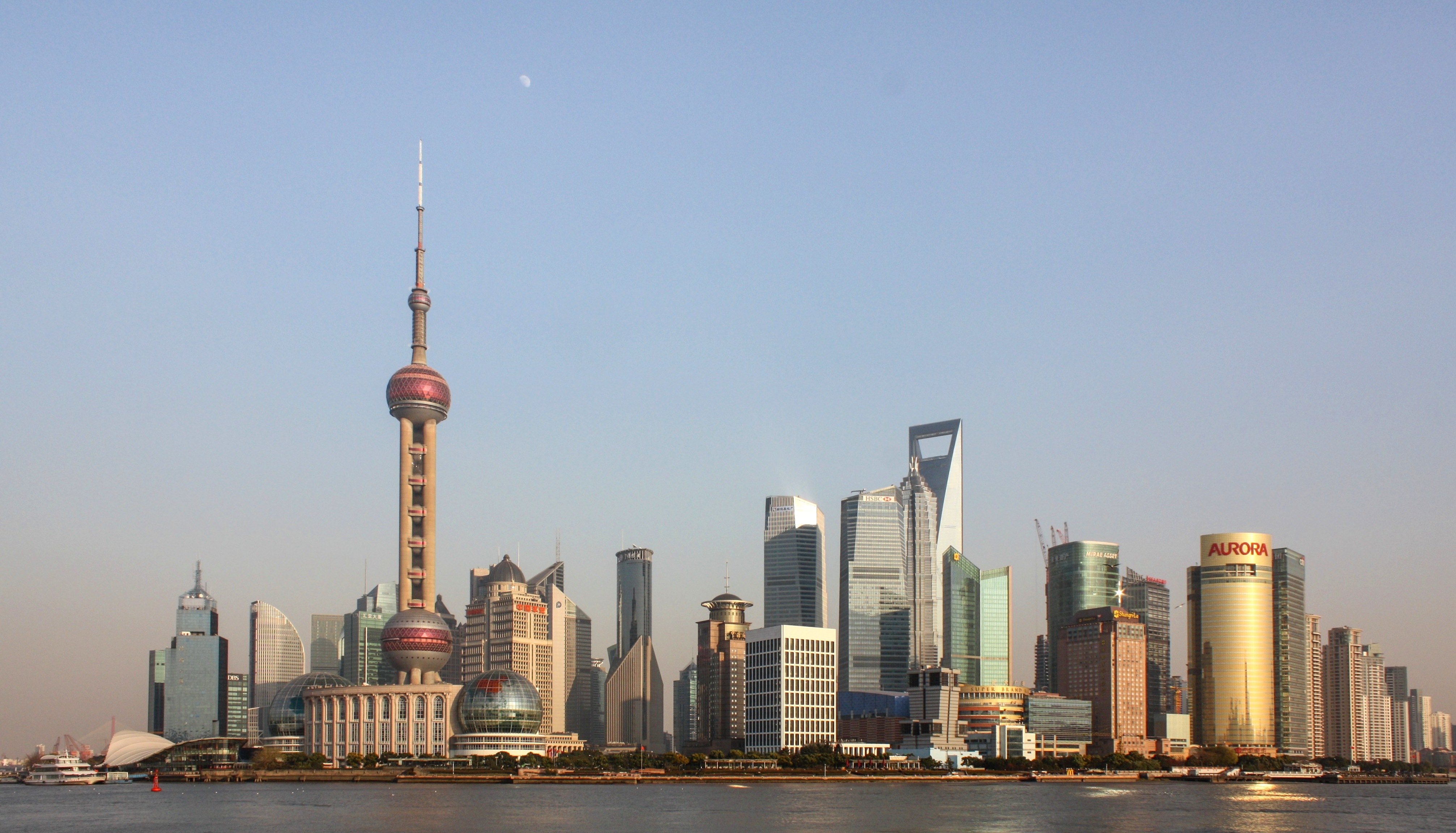
شانغهاي هي أغنى مدينة من الناتج المحلي الإجمالي في الصين

## قائمة 2020
| يعتمد الناتج المحلي الإجمالي الاسمي على متوسط سعر الصرف السنوي الرسمي عند 6.8974 يوان صيني لكل دولار أمريكي في عام 2020؛ يساوي الدولار الأمريكي الدولي 4.2082 يوان. الدولار (وفقًا لـآفاق الاقتصاد العالمي الذي نشره صندوق النقد الدولي في منشور في أبريل 2021) | يعتمد الناتج المحلي الإجمالي الاسمي على متوسط سعر الصرف السنوي الرسمي عند 6.8974 يوان صيني لكل دولار أمريكي في عام 2020؛ يساوي الدولار الأمريكي الدولي 4.2082 يوان. الدولار (وفقًا لـآفاق الاقتصاد العالمي الذي نشره صندوق النقد الدولي في منشور في أبريل 2021) | يعتمد الناتج المحلي الإجمالي الاسمي على متوسط سعر الصرف السنوي الرسمي عند 6.8974 يوان صيني لكل دولار أمريكي في عام 2020؛ يساوي الدولار الأمريكي الدولي 4.2082 يوان. الدولار (وفقًا لـآفاق الاقتصاد العالمي الذي نشره صندوق النقد الدولي في منشور في أبريل 2021) | يعتمد الناتج المحلي الإجمالي الاسمي على متوسط سعر الصرف السنوي الرسمي عند 6.8974 يوان صيني لكل دولار أمريكي في عام 2020؛ يساوي الدولار الأمريكي الدولي 4.2082 يوان. الدولار (وفقًا لـآفاق الاقتصاد العالمي الذي نشره صندوق النقد الدولي في منشور في أبريل 2021) | يعتمد الناتج المحلي الإجمالي الاسمي على متوسط سعر الصرف السنوي الرسمي عند 6.8974 يوان صيني لكل دولار أمريكي في عام 2020؛ يساوي الدولار الأمريكي الدولي 4.2082 يوان. الدولار (وفقًا لـآفاق الاقتصاد العالمي الذي نشره صندوق النقد الدولي في منشور في أبريل 2021) | يعتمد الناتج المحلي الإجمالي الاسمي على متوسط سعر الصرف السنوي الرسمي عند 6.8974 يوان صيني لكل دولار أمريكي في عام 2020؛ يساوي الدولار الأمريكي الدولي 4.2082 يوان. الدولار (وفقًا لـآفاق الاقتصاد العالمي الذي نشره صندوق النقد الدولي في منشور في أبريل 2021) | يعتمد الناتج المحلي الإجمالي الاسمي على متوسط سعر الصرف السنوي الرسمي عند 6.8974 يوان صيني لكل دولار أمريكي في عام 2020؛ يساوي الدولار الأمريكي الدولي 4.2082 يوان. الدولار (وفقًا لـآفاق الاقتصاد العالمي الذي نشره صندوق النقد الدولي في منشور في أبريل 2021) |
| الرتبة | المدينة | الإقليم | الناتج المحلي الإجمالي (مليار يوان صيني) | الناتج المحلي الإجمالي (مليار دولار أمريكي) | الناتج المحلي الإجمالي تعادل القدرة الشرائية (مليار دولار أمريكي)!!اقتصادات للمقارنة | |
| --- | --- | --- | --- | --- | --- | --- |
| 1 | شانغهاي | بلدية | 3,870 | 561 | 920 | بلجيكا |
| 2 | بكين | بلدية | 3,610 | 523 | 858 | تايلاند |
| 3 | شنجن | غوانغدونغ | 2,767 | 401 | 658 | الإمارات العربية المتحدة |
| 4 | غوانزو | غوانغدونغ | 2,502 | 363 | 595 | سنغافورة |
| 5 | تشونغتشينغ | بلدية | 2,500 | 363 | 594 | سنغافورة |
| | هونغ كونغ | منطقة إدارية خاصة | 2,410 | 349 | 445 | فيتنام |
| 6 | سوجو | جيانغسو | 2,017 | 292 | 479 | كولومبيا |
| 7 | تشنغدو | سيتشوان | 1,772 | 257 | 421 | البرتغال |
| 8 | هانغتشو | جيجيانغ | 1,611 | 234 | 383 | نيوزيلندا |
| 9 | ووهان | خوبي | 1,562 | 226 | 371 | بيرو |
| 10 | نانجينغ | جيانغسو | 1,482 | 215 | 352 | اليونان |
| 11 | تيانجين | بلدية | 1,408 | 204 | 335 | اليونان |
| 12 | نينغبو | جيجيانغ | 1,241 | 180 | 295 | كازاخستان |
| 13 | تشينغداو | شاندونغ | 1,240 | 180 | 295 | كازاخستان |
| 14 | ووشي | جيانغسو | 1,237 | 179 | 294 | المجر |
| 15 | تشانغشا | خونان | 1,214 | 176 | 289 | المجر |
| 16 | تشنغتشو | خنان | 1,200 | 174 | 285 | المجر |
| 17 | فوشان | غوانغدونغ | 1,082 | 157 | 257 | قطر |
| 18 | تشوانتشو | فوجيان | 1,016 | 147 | 241 | كينيا |
| 19 | جينان | شاندونغ | 1,014 | 147 | 241 | الجزائر |
| 20 | خفي | آنهوي | 1,005 | 146 | 239 | الجزائر |
| 21 | نانتونغ | جيانغسو | 1,003 | 146 | 238 | الجزائر |
| 22 | شيان | شنشي | 1,002 | 145 | 238 | الجزائر |
| 23 | فوزهو | فوجيان | 1,002 | 145 | 238 | الجزائر |
| 24 | دونغ غوان | غوانغدونغ | 965 | 140 | 229 | الجزائر |
| 25 | يانتاي | شاندونغ | 782 | 113 | 186 | سلوفاكيا |
| 26 | تشانغتشو | جيانغسو | 781 | 113 | 185 | سلوفاكيا |
| 27 | شوزهو | جيانغسو | 732 | 106 | 174 | كينيا |
| 28 | تانغشان | خبي | 721 | 105 | 171 | كينيا |
| 29 | داليان | لياونينغ | 703 | 102 | 167 | الإكوادور |
| 30 | ونجو | جيجيانغ | 687 | 100 | 163 | الإكوادور |